# Scatopse notata
Scatopse noir
Espèce
Scatopse notata, le Scatopse noir, est une espèce d'insectes diptères nématocères de la famille des Scatopsidae. 

## Caractéristiques
Cette espèce est devenue pratiquement cosmopolite, transportée accidentellement par l'homme dans le monde entier, à l'exception des régions tropicales. Ses larves peuvent se développer dans une grande variété de matières organiques en décomposition, tant d'origine animale que végétale, dans les matières fécales, etc. L'espèce peut pulluler lorsque les conditions sont favorables, dans les composts par exemple. Scatopse notata est inoffensive, et même bénéfique, pour son rôle dans la décomposition et le recyclage de la matière organique.